# Frank Piekarski
Frank Anthony Piekarski (ur. 17 sierpnia 1879 w Nanticoke, zm. 15 sierpnia 1951 w Pittsburghu) był zawodnikiem i trenerem futbolu amerykańskiego, później także sędzią w Pensylwanii.
Jako gracz drużyny uniwersyteckiej University of Pennsylvania, został wybrany w 1904 roku do drużyny sezonu All-American. W 1903 roku został mianowany do 3. drużyny All-American, Waltera Campa. Był jednym z pierwszych Amerykanów polskiego pochodzenia którzy odnosili sukcesy w college football. W latach 1905–1907 był trenerem drużyny uniwersyteckiej Washington & Jefferson College (25 zwycięstw, 7 porażek). W 1933 roku został sędzią w Allegheny County w Pennsylwanii.
W 2005 roku został wybrany do hali sławy National Polish-American Sports Hall of Fame.